# Hang On to Yourself
Singles de Arnold Corns
Moonage Daydream
(mai 1971)
Hang On to Yourself est une chanson écrite et composée par David Bowie, parue en 1972 sur l'album The Rise and Fall of Ziggy Stardust and the Spiders from Mars.

## Histoire

### Première version
David Bowie écrit Hang On to Yourself en février 1971, durant son premier séjour aux États-Unis. Il affirme ultérieurement l'avoir interprétée lors d'une jam session à Los Angeles avec l'une de ses idoles, le rockeur des années 1950 Gene Vincent, mais Vincent ne figure pas sur l'unique enregistrement connu correspondant à cette description.
De retour au Royaume-Uni, il l'enregistre le 25 février aux studios londoniens de Radio Luxembourg. Il est accompagné par le trio Rungk, composé du guitariste Mark Pritchett, du bassiste Pete de Somogyl et du batteur Tim Broadbent. L'éditeur de Bowie, Bob Grace, lui suggère de sortir en single cette chanson et Moonage Daydream, enregistrée le même jour, pour compenser le coût de la location des studios. Comme Bowie est sous contrat avec Mercury Records, il est décidé de les publier sous le pseudonyme d'Arnold Corns. Le chanteur reste dans l'ombre : dans les publicités, le chanteur d'Arnold Corns est interprété par son ami Freddie Burretti, un styliste sans expérience musicale qui est rebaptisé pour l'occasion Rudi Valentino.
Hang On to Yourself apparaît le 7 mai en face B de Moonage Daydream sur un 45 tours publié par le label B & C Records. Ce single est un échec commercial et critique. En août de l'année suivante, B & C tente de capitaliser sur la nouvelle gloire de Bowie, désormais plus connu sous son personnage de Ziggy Stardust, en éditant un nouveau single avec Hang On to Yourself en face A et une autre chanson attribuée à Arnold Corns, Man in the Middle, en face B. Ce disque passe tout aussi inaperçu que son prédécesseur.
Cette version de Hang On to Yourself est ultérieurement reprise en bonus sur les rééditions CD de The Man Who Sold the World (1990) et The Rise and Fall of Ziggy Stardust and the Spiders from Mars (2002), ainsi que dans la compilation de 2015 Re:Call 1.

### Deuxième version
Pistes de The Rise and Fall of Ziggy Stardust and the Spiders from Mars
Star
(7) Ziggy Stardust
(9)
À la fin de l'année 1971, Bowie reprend Hang On to Yourself en vue de l'inclure sur son album The Rise and Fall of Ziggy Stardust and the Spiders from Mars. Après une tentative avortée le 8 novembre, il la réenregistre le 11 aux studios Trident avec son groupe d'accompagnement, les Spiders from Mars : Mick Ronson à la guitare, Trevor Bolder à la basse et Mick Woodmansey à la batterie. Cette deuxième version présente des paroles complètement différentes et des arrangements plus élaborés. Elle apparaît en huitième position sur l'album, qui sort le 16 juin 1972 au Royaume-Uni.

### Postérité
Hommage au rock des années 1950, Hang On to Yourself inspire à son tour une nouvelle génération d'artistes lors de l'explosion du courant punk à la fin des années 1970. Glen Matlock affirme ainsi que le riff de God Save the Queen des Sex Pistols est directement repris de cette chanson. Elle est reprise par les Germs en concert et inspire Wrecked on You des Vibrators.
Hang On to Yourself fait partie du répertoire scénique de Bowie lors des tournées Ziggy Stardust Tour (1972-1973), Isolar II Tour (1978), Serious Moonlight Tour (1983) et A Reality Tour (2003-2004). Des versions live de cette chanson figurent sur les albums Stage (1978), Ziggy Stardust: The Motion Picture (1983), Bowie at the Beeb (2000), A Reality Tour (2004) et Live Santa Monica '72 (2008).

## Caractéristiques artistiques
Nicholas Pegg juge de manière très négative la version de Hang On to Yourself d'Arnold Corns, qui souffre selon lui d'un tempo lent, d'arrangements patauds et de paroles sans imagination. La version enregistrée avec les Spiders from Mars, plus rapide, est un véritable morceau de rock 'n' roll qui rend hommage aux pionniers du genre en citant Summertime Blues d'Eddie Cochran dans son riff. L'effet de slapback echo apporté au chant est une technique qui rappelle également la production des années 1950. Les paroles de cette version, qui mentionnent les Spiders from Mars, dressent un parallèle entre les sommets de la gloire et l'extase sexuelle.

## Fiche technique

### Chansons
| 1. | Hang On to Yourself | David Bowie    | 2:51 |
| 2. | Man in the Middle   | Mark Pritchett | 4:08 |

### Interprètes et équipe de production
- Version d'Arnold Corns :
  - David Bowie : chant, guitare, production
  - Mark Pritchett : guitare
  - Pete de Somogyl : basse
  - Tim Broadbent : batterie[5]

- Version de David Bowie :
  - David Bowie : chant, guitare, production
  - Mick Ronson : guitare, piano, chœurs
  - Trevor Bolder : basse
  - Mick Woodmansey : batterie
  - orchestre de studio
  - Ken Scott : production[11]